# Максимилиан II (Свещена Римска империя)
Вижте пояснителната страница за други личности с името Максимилиан II.
Максимилиан II (* 31 юли 1527, Виена, † 12 октомври 1576, Регенсбург) е крал на Бохемия, крал на Унгария, Хърватия и император на Свещената Римска империя (1564 – 1576) от династията на Хабсбургите.

## Произход и младежки години
Максимилиан II е роден на 31 юли 1527 г. във Виена. Той е първороден син на по-късния император Фердинанд I и на чешко-унгарската кралица Анна Ягелонина. Образованието си получава предимно в Испания, където придобива опит във военното изкуство по време на военните кампании на чичо си Карл V срещу Франция през 1544 г.
Максимилиан прекарва детството си в Инсбрук. Тук той научава тиролски диалект (южнобаварски), който също говори по-късно като император и който също силно повлиява на неговия понякога много идиосинкратичен немски правопис. Максимилиан е възпитаван с брат си Фердинанд и получава отлично образование. Сред неговите учители са хуманистите Каспар Урсинус Велий и Георг Танстетер. Той е силно повлиян от своя учител – лутеранският принц Волфганг Шифер, преди учителят да бъде уволнен през 1538 г. Максимилиан влиза в контакт с протестантския курфюрст Август Саксонски още през 1543 го., което се наблюдава с подозрение от семейството. Максимилиан владее шест чужди езика – френски, испански, латински, италиански, чешки и унгарски.
Император Карл V го довежда в обкръжението си на 17-годишна възраст и Максимилиан придружава чичо си в Брюксел и в Шмалкаденската война. Неговите симпатии към членовете на новото учение се проявяват за първи път в тази война, където той се бие на страната на императора в битката при Мюлберг. Там, след победата на Карл V, той категорично се застъпва за освобождаването на двамата глави на лигата, курфюрст Йохан Фридрих Саксонски и ландграф Филип от Хесен.
На 13 септември 1548 г. чичо му Карл V го жени за дъщеря си Мария Испанска, първа братовчедка на Максимилиан – така той става официален представител на Свещената империя в Испания. Тази сватба послужва за укрепване на сплотеността между австрийската и испанската линия на династията на Хабсбургите.
През 1549 г. Максимилиан е посочен за бъдещ крал на Бохемия като възможен наследник на баща си. По време на отсъствието на императора Максимилиан управлява със съпругата си като управител в Испания. Идеята за това е да противодейства на протестантските му тенденции чрез „испанизация“. Противно на това, което се надява, той не получава губернаторство в Нидерландия.Въпреки че съпругата му е твърда католичка и се чувства, че е испанка до смъртта си, двойката има много щастлив брак. Конфликтите в семейството не променят това. Бракът с Мария води до общо 15 деца.
Отношенията с Карл V се влошават при обявяването на неговия испански план за наследяване. След смъртта на Карл достойнството на императора трябва да премине към брат му Фердинанд, но след смъртта му трябва да го наследи не синът на Фердинанд, Максимилиан, а синът на Карл, инфантът Филип Испански. Тези планове срещат малко одобрение в империята. Максимилиан оказва съпротива на чичо си, обвинява баща си в отстъпление и осъществява контакт с германските принцове като Албрехт V от Бавария, но също така и с водещи фигури от протестантския лагер, особено Мориц Саксонски, Август Саксонски или Кристоф фон Вюртемберг. Те остават важни за Максимилиан и в по-късни времена. С това показано антииспанско отношение той се възприема като германски принц.
За да участва в семейните разговори за наследяването в империята, Максимилиан тръгва на пътешествие от Испания до Виена през 1550 г. През 1551 г. той присъства на Трентския събор. Максимилиан прави пътуването си атрактивно като го придружава слонът Сюлейман. Дипломатическото пътуване завършва през 1552 г. с триумфално влизане във Виена (дори днес по маршрута има многобройни ханове с името „Zum Elefanten“).
Недоверието му към Карл V е толкова голямо, че той подозира атака с отрова през 1552 г. при леко заболяване. Максимилиан гледа на въстанието на курфюрста срещу императора, в което Мориц Саксонски играе водеща роля, с известна степен на съчувствие. Той се опитва да посредничи, но тъй като е заподозрян в протестантизъм, той не може да играе роля в преговорите по Договора от Пасау и не участва в Аугсбургския райхстаг, довел до Аугсбургския религиозен мир.
През 1552 г. Максимилиан получава управление на австрийските наследствени земи. В резултат на това възниква напрежение с доминирания испански двор на съпругата му. Връзката с бащата му също се влошава. Баща му Фердинад е враждебен към протестантските наклонности на Максимилиан. Обратно, Максимилиан негодува срещу баща си, че предпочита брат му Фердинанд, както се вижда от назначаването му за губернатор на Бохемия.

## Дворцов живот и виенски хуманизъм
Има лични и интелектуални взаимоотношения между двора и Виенския университет. По това време във Виена живеят учени не само от Райха, но и от Нидерландия, Испания и Италия. Така той влиза в тесен контакт с неденоминационния хуманизъм във Виена по това време. Той обича да се обгражда с учени като ботаника Карол Клюзий или дипломата и възпитател Ангерий Гислайн де Бусбек. От името на Максимилиан те събират екзотични животни и растения и ги записват научно. Като библиофил той събира книги и ръкописи. Каспар фон Нидбрук му помага в това. Колекцията му е каталогизирана от Уго Блотиус. Впоследствие от нея възниква Австрийската национална библиотека. Наред с науката той има и окултни интереси.
Музиката играе важна роля в двора му. Докато първоначално нидерландците доминират, Максимилиан предпочита да подкрепя италианските художници. Той се опитва например да спечели Джовани Пиерлуиджи да Палестрина като директор на своя придворен оркестър. Това се проваля поради финансови проблеми.
Между 1558 и 1565 г. Максимилиан построява Stallburg като резиденция във Виена. След като наследява баща си, той пребивава в Хофбург. В Stallburg по-късно се помещава училище за езда. Той също така иска новата сграда да бъде издигната като дворец на удоволствието в ренесансов стил.
Бидейки ботаник, той по време на управлението си построява близо до Виена градина за фазани. По-късно, през 17 и 18 век, там е построен дворецът Шьонбрун. Той също така разширява резиденцията в Прага и представя втория си слон там като страхотно зрелище през 1570 година, която той пренася във Виена от Испания през 1563 г., след като Сюлейман, първият императорски слон, почива през 1553 г.

## Протестантски наклонности
По това време във виенския двор има благоприятен за протестантите климат, насърчаван отчасти от благородничеството. В годините след Аугсбургския райхстаг протестантските наклонности, които първоначално все още са латентни, се засилват, по-специално от влиянието на придворния проповедник на Максимилиан Йохан Себастиан Пфаузер: Максимилиан изоставя чисто католическите обичаи, чете протестантска литература и отхвърля да приеме Господнята вечеря според католическия обред. Веднъж казва на баща си, че почитането на светци е безсмислено и идолопоклонническо.
Има много дискусии за характера на религиозните вярвания на Максимилиан. То е интерпретирано като „компромисен католицизъм“ или като хуманистично християнство по стъпките на Еразъм Ротердамски. Някои от неговите изказвания предполагат, че той поставя възгледа си над деноминациите. „Не папски, не евангелски, а християнски.“ С това той не е много далеч от позициите на баща си, който също е повлиян от Еразъм Ротердамски. Максимилиан не прави ясен разрив с католицизма.
Ако някога има опасност/шанс Максимилиан да се обърне към протестантството, това е в края на 50-те години. Преобръщане обаче не се състои по две причини: от една страна, Хабсбургите се чувстват все по-отблъснати от догматичните спорове между протестантите, а от друга страна, той е подложен на нарастващ обществен натиск. И баща му, император Фердинанд I, и Курията, и испанските му роднини се опитват да му повлияят. През 1555 г. бащата добавя специално допълнение към завещанието си, което отразява загрижеността му за протестантските наклонности на сина му:
| „ | И главно се грижа повече за теб, Максимилиане, отколкото за никой от вас, защото съм виждал и забелязвал всякакви неща, които ме правят подозрителен, сякаш искаш, Максимилиане, да отпаднеш от нашата религия и да преминеш към новата секта. Дай Боже, това да не е така и да ви причиня несправедливост в това отношение; Бог знае, че не може да има по-голямо страдание или скръб за мен на земята от това, че ти, Максимилиане, най-големият ми син, искаш да отстъпиш от религията. | “ |

Папата дори заплашва да откаже на Фердинанд I да признае неговата империя. Ситуацията ескалира, когато Пфаузер е изгонен от виенския двор през 1560 г. В тази ситуация Максимилиан изпраща молби за помощ до своите протестантски приятели, но всички те са отхвърлени. Не му остава нищо друго, освен да се поклони на семейната политика. В началото на 1562 г. той дава клетва за лоялност към баща си да остане в лоното на католическата църква. Папата лично дава на Максимилиан мирския потир при строги условия. Германските избори и унгарската коронация, както и надеждата за испанския престол (вместо Дон Карлос) изиграват основна роля в отдадеността на католицизма.

## Наследяване на Фердинанд
През 1558 г. Карл V разделя владенията си между брат си Фердинанд I и сина си Филип. Престолът на Свещената Римска империя получава бащата на Максимилиан.
През 1563 г. Максимилиан е коронован за крал на Унгария, а на следващата година, след смъртта на Фердинанд, наследява цялата Свещена Римска империя, включително и двете кралства Чехия и Унгария. Новият император дава религиозни свободи на аристократите и рицарите-лутерани в Австрия и отказва да публикува решенията на Трентския събор. Максимилиан подновява войната срещу турците, опитвайки се да защити владенията си в Унгария от техните набези. Той обаче не постига сериозни успехи в това отношение и през 1568 г. сключва примирие със султана, задължавайки се да му плаща ежегоден трибут.
През 1575 г. Максимилиан II е избран за крал на Полша, но не успява да се наложи над привържениците на другия претендент Стефан IV Батори и е принуден да се оттегли от Полша.

## Управление
С външното приспособяване към религиозните и политическите условия пътят за наследника на Фердинанд е свободен. Едва сега Филип II окончателно се отказва от плана си за имперската кандидатура. Бохемия вече му се поклоня като крал на 20 септември 1562 г. (той е признат за негов наследник на 14 февруари 1549 г., преди да замине за Испания). След трудни преговори на 24 ноември 1562 г., събранието на електорите го избира за римско-германски крал, коронацията следва два дни по-късно. Едно нововъведение е, че коронясването вече не е в Аахен, а се състои във Франкфурт на Майн. Това се дължи на факта, че новият архиепископ на Кьолн все още не е получил епископската хиротония, но това означава постоянно отклонение от церемонията по коронацията в Аахен.
На 8 септември 1563 г. една година по-късно, в Пресбург, той е коронясан за крал на Унгария. Показателно е, че по време на церемониите причастието не се дава.
Максимилиан придобива политическо влияние през последните няколко години от управлението на Фердинанд. Той има добри отношения с императорските принцове-курфюрсти и по-специално със своя шурей Албрехт V от Бавария. В крайна сметка и двамата напразно се стремят към реформа на католическата църква, включваща премахването на безбрачието и чашата с причастие.
На 25 юли 1564 г. Максимилиан наследява баща си като император и суверен в ерцхерцогството на Австрия. Но той не получава цялата власт в наследствените земи. Баща му завещава Тирол и предишната част на Фердинанд, а Вътрешна Австрия със Щирия, Каринтия, Карниола, както и Истрия (крайбрежни региони) и Фриули (Гориция) на Карл. Максимилиан отсяда в Горна и Долна Австрия с кралско седалище Виена и унгарско-бохемските страни. В резултат на това има явни различия между тримата суверени, особено в религиозната политика. За разлика от императора, двамата братя Карл и Фердинанд са убедени представители на Контрреформацията.
Промяната на върха на империята не означава структурен пробив. По-скоро Максимилиан използва съветника на баща си. В областта на имперската политика най-важни са императорските вицеканцлери Йохан Улрих Засиус, Георг Зигмунд Селд и Йохан Баптист Вебер. Неговата компромисна политика по религиозните въпроси не е коренно различна от тази на баща му. Той се възползва от факта, че водещите имперски принцове не се интересуват основно да поставят под въпрос Аугсбургския религиозен мир.
Докато в австрийските наследствени земи има подходи за териториално управление от времето на баща му, Бохемия и Унгария са обвързани само с дома на Хабсбургите от династията. Всички отделни територии, включително тези на наследствените земи, имат подчертано национално съзнание и имат имоти, които могат да използват при финансовия недостиг на суверена, за да защитят интересите на страната. По-специално в Унгария и Бохемия подкрепата на Дом Хабсбург все още е ниска. Важен аспект за приемането на правилото е османската заплаха, особено за Унгария.
Обществото в управляваната от Хабсбургите кралска Унгария е разделено на различни класови и деноминационни групи. Магнатите и висшето духовенство са по-снизходителни към Максимилиан, отколкото дребното благородничество. Като цяло императорът едва ли би могъл наистина да повлияе на вътрешните отношения на Унгария. В крайна сметка борбата срещу турците принуждава страната до известна степен за единство. Западна Унгария събира значителни средства за отбранителна борба, въпреки че граничната война напрегва страната. Като цяло Унгария допринася с около 40% за приходите на виенския двор.

### Религиозна политика в наследствените земи
Сред австрийското дворянство (след първата вълна в началото на Реформацията) стремежът към протестантската деноминация се увеличава през 1560-те години. По това време голяма част от благородничеството се обръща към лутеранството. Това важи особено за Горна и Долна Австрия, както и за Вътрешна Австрия, по-малко за Тирол и Форарлберг. С деноминацията е свързана защитата на правата на именията. Така че те са в конфликт със съответните суверени. Поради необходимостта от повишаване на данъците, свързани с турската заплаха, не е възможно повторно католицизиране, дори Максимилиан да е искал това. „Турчинът е лутеранското щастие“ се казва по негово време.
Религиозната политика на Максимилиан е сравнително толерантна; той винаги се опитва да заеме средна позиция между деноминациите. В своите австрийски наследствени земи той се стреми в тази връзка да направи общо сравнение на религиите, тоест иска да обедини деноминациите. Правейки това, той не успява да признае, че с края на Трентския събор има догматично разграничение между католицизма и протестантизма.Дори оставайки лоялен към старата религия към външния свят, въпреки резервите, той насърчава усилията за реформа от йезуитите и показва тенденция към държавна църковна система. Той основава манастирски съвет като суверенна власт срещу развитието на лютеранска църква, която е доминирана от имения. Това има за задача да защити правата и собствеността на манастирите, фондациите и католическите енории. Институцията се превърна във важен инструмент от една страна за упражняване на суверенно влияние върху католическата църква и от друга страна за защита на католицизма в страната.
Той обаче не се интересува от принципното освобождаване от евангелисткото вероизповедание, което би означавало окончателно разделяне от Римокатолическата църква. Едва когато е подложен на нарастващ финансов натиск от гледна точка на външната политика поради непрекъснатите турски войни, през септември 1568 г., след разрешение за високи данъци, той предлага на австрийските имения да им даде религиозна лицензия. Това обаче е само предварително признание. Това прави Максимилиан зависим от църковен ред, който може да гарантира определена стандартизация по отношение на преподаването и поклонението. През 1570 г. е публикуван дневен ред за австрийската Ständekirche и на 11 януари 1571 г. той издава религиозно уверение. Това обаче не означава религиозна свобода в сегашния смисъл, тъй като концесията е валидна само за Аугсбургската конфесия от 1530 г. Следователно калвинистите все още са изключени и концесията е ограничена до благородничеството и рицарството, докато градовете са изключени. Напускането на градските протестанти, особено от град Виена, на богослужения в околните аристократични седалища е следствие от тези разпоредби. Въпреки това протестантите тълкуват отстъпките, доколкото е възможно, в тяхна полза. Благородството и понякога градовете често претендираха за „jus reformandi“ факто за себе си. Евангелските проповедници са наети и в суверенни и духовни области. Разширени са протестантските държавни училища във Виена, Кремс и други места. Като цяло появата на лютеранска църква в Горна и Долна Австрия се свързва с именията.

### Турска война
По отношение на външната политика войната срещу турците изиграва важна роля. Основата са споровете между Максимилиан и Янош II Заполски, който управлява Трансилванската част на Унгария и е в съюз с османците. Той използва възможността да предприеме действия срещу Хабсбургите след смъртта на Фердинанд. Отначало успява, но е отблъснат от имперските сили, които на свой ред нахлуват в Трансилвания. Това означава намеса на турците на страната на техните съюзници.
През 1566 г. Райхстагът одобрява голяма сума за войната с турците. Това съответства приблизително на сумата от 1,7 милиона гулдена.
Императорският пълководец Лазарус фон Швенди успява да превземе крепостите Токай и Шеренц. Императорската армия е необичайно голяма като наброява 86 000 души. Османската армия е около 100 000 души. Водена е от Сюлейман I. Османците настъпват в Унгария през пролетта на 1566 година. Целта им е да превземат крепостите Гюла, Сигет и Егер. Императорът и братята му лично се присъединяват към армията. Основната императорска армия преди всичко е защитава град Виена. Имперските сили са относително неактивни. Сюлейман обсажда защитения град Сигетвар, но умира при обсадата. Въпреки смъртта му градът е завладян, но при този резултат инвазията до голяма степен се срива. Максимилиан не използва предимството си след смъртта на Сюлейман I.
През 1567 г. Максимилиан не постига никакъв успех, който си струва да се спомене и се оказва малко надарен във военно отношение. Със султан Селим II той сключва Адрианополския мирен договор, който потвърждава взаимната собственост върху земята и признава Заполя за принц на Трансилвания. Императорът трябва да се съгласи с годишен данък от 30 000 флорина. Йохан Зигмунд Аполия се отказва от унгарската кралска титла през 1570 г. и се присъединява към мира. Мирът е сключен за осем години – и е удължаван през 1576 г. и 1583 г., т.е. до началото на 1591 г., когато избухва Дългата война. Стълкновенията по границите продължават. Но империята и по-голямата част от Хабсбургска Унгария са пощадени от големи битки с османците през следващите 25 години. В Свещената коалиция срещу османците в началото на 1570-те г. не се присъединява нито императорът, нито империята.

### Брачна политика
Максимилиан следва ясно изразена брачна политика. Плановете да ожени Карл II от Вътрешна Австрия за кралица Елизабет Английска се провалят.
През 1570 г. дъщеря му Елизабет е омъжена за френския крал Шарл IX на двойна сватба, а Анна Австрийска (1549 – 1580) е омъжена за Филип II. Три от сестрите му са женени за италиански принцове. Две от сестрите му са последователно съпруги на полския крал Зигмунт II Август.
Бунтът на Нидерландия срещу испанското управление довежда до нов вътрешен семеен спор между испанските и австрийските Хабсбурги. Максимилиан се тревожи, че въстанието може да засегне и империята и най-вече не иска да види, че религиозният компромис на Аугсбургския религиозен мир е застрашен. Затова той се опитва да посредничи и моли Филип II да окаже умерено въздействие върху сина му Дон Карлос. Филип отхвърля това искане като намеса. Политическата ситуация обаче остава неразрешена. Максимилиан не е в състояние да се намеси военно в Нидерландия. Той обаче забранява на въстаниците да набират войски от империята.
Максимилиан се интересува много от Италия. Той е критичен към избора на папа Пий V. Против волята на императора, папата издига Козимо I Медичи за Велик херцог. С това е свързано дистанцирането от империята на владетелите от Италия при коронясването през 1570 г. Затова има спорове между императора и Великото херцогство Тоскана. Едва когато флорентинците отново признават своята феодална зависимост от императора, конфликтът е разрешен. Подобно на баща си, Максимилиан трябва да наблюдава как испанците увеличават властта си за сметка на имперските феоди в Италия. Това многократно довежда до напрежение с Испания, без императорът наистина да може да предприеме действия срещу нея. Тези италиански конфликти са една от причините Максимилиан да не участва в Свещената лига срещу османците.
След смъртта на полския крал Зигмунт II Август, Ернст, син на Максимилиан, кандидатства за полската кралска корона. Той е подкрепен от папата и Филип II. Той е победен от Анри Анжу, който дава далеч по-големи обещания на избирателите. След като Анри напуска Полша, за да стане крал на Франция, самият Максимилиан се кандидатира за наследник. През 1575 г. той и принцът на Трансилвания Стефан Батори са избрани. Последният успява да запази тази позиция.

#### Сватба на ерцхерцог Карл II Австрийски
Ерцхерцог Карл II от Австрия-Щирия се жени във Виена през 1571 г. за принцеса Мария, дъщеря на херцог Алберт V от Бавария. Този брак е от голямо значение за императора, тъй като е запечатва имплицитен съюз между католическите сили в Южна Германия срещу протестантските електорски принцове. Джузепе Арчимболдо, любимият художник на двора във Виена, е отговорен за организирането на празника, достоен за това събитие, където князете-електори въплъщават своите династични и политически изисквания в герои, богове или алегории. За случая е изработена броня, в цвят „розови листа“ за Максимилиан II от Франц Гросшедел. Ерцхерцог Карл II получава сватбена броня шедьовър от майстора от Аугсбург, Антон Пфеферхаузен. Ерцхерцозите Рудолф и Ернст получават скъпи одежди. Тези брони могат да се видят в музея във Виена.
Булката и младоженецът пристигат във Виена на 24 август 1571 г. Баварската делегация наброява 575 души. Сватбата е отпразнувана на 26 август. Игрите на турнирите започват на 28-и с тестване на уменията на конниците. Тази надпревара е претекстът за представление, измислено от Арчимболдо по темата за спора между Юнона и Европа. Това предание изобразява Европа, доминирана от Хабсбургите, а надпреварата е политическа декларация – съюзът на европейските държави срещу Азия и Африка включва Свещената лига, сформирана срещу турците и която доказва своята стойност по време на битката при Лепанто същата година. Императорът доминира над стихиите и сезоните там. Вечерта сватбеният празник завършва с маскирана топка, която представлява небесната шапка и където двойките се движат като планети и звезди, в хармонични кръгове. „Насочването“ се провежда на 30 август, а на 2 септември е последвано от пешеходен турнир в антична обстановка, който се провежда в двора на замъка Виен. Адът е представен там от планина, представляваща Етна, която оформя втория вход.
След това се провежда турнир в Грац на 12 септември. Обстановката за действието е романът на рицарството. Последен турнир с много политическа насоченост отбелязва края на празненствата. В схватка под формата на битка войници, маскирани като турци, нападат група сънародници, а след това и „музикална лодка“. Под фойерверки и празни огневи изстрели християнските войници постигат пълна победа, като вземат турския полковник в плен. За пореден път е спомената ролята на Хабсбургите в борбата срещу турците.

### Коронация на Рудолф II. Смърт
Когато синът му Рудолф II получава короната на Унгария на 25 септември 1572 г. в Братислава, тържествата включват три дни турнири. В надпреварата за пръстена на митологичната програма, са показани на преден план мъдростта и победната сила на младите членове от династията на Хабсбургите. Като безплатен турнир е организирана битка на войници от Германия и Бохемия срещу унгарците, докато Унгария е частично окупирана от турците. Тази форма на турнир, което е равносилна на маневри повече от забавление на двора, позволява развитието на солидарност на гражданите от много разнородни националности, които са участвали.
Максимилиан II умира на 12 октомври 1576 г. в Регенсбург в разгара на подготовка за поход срещу Полша.

## Деца
Максимилиан II и Мария Испанска имат шестнадесет деца:
- Анна Австрийска (1 ноември 1549 – 26 октомври 1580); омъжена за Филип II Испански и майка на Филип III Испански
- Фердинанд Австрийски (28 март 1551 – 25 юни 1552)
- Рудолф II (18 юли 1552 – 20 януари 1612)
- Ерцхерцог Ернест Австрийски (15 юли 1553 – 12 февруари 1595) – щатхаутер на Ниските земи
- Елизабет Австрийска (5 юни 1554 – 22 януари 1592); омъжена за френския крал Шарл IX
- Матиас (24 февруари 1557 – 20 март 1619) – император на Свещената Римска империя
- Мъртвороден син (*/† 20 октомври 1557)
- Максимилиан III Австрийски (12 октомври 1558 – 2 ноември 1618) – ерцхерцог на Австрия; служи като висш магистър на Тевтонския орден и администратор на Прусия
- Албрехт VII, ерцхерцог на Австрия (15 ноември 1559 – 13 юли 1621) – управлява като регент Испанска Нидерландия (1596 – 1621).
- Венцел Австрийски (9 март 1561 – 22 септември 1578) – велик приор на ордена на Свети Йоан в Кастилия
- Фридрих Австрийски (21 юни 1562 – 16 януари 1563)
- Мария Австрийска (19 февруари – 26 март 1564) – наречена по името на починалата по-голяма сестра
- Карл Австрийски (26 септември 1565 – 23 май 1566)
- Маргарита Австрийска (25 януари 1567 – 5 юли 1633) – монахиня
- Елеонора Австрийска (4 ноември 1568 – 12 март 1580).

- Портрети на децата на Максимилиан
- Анна Хабсбург-Австрийска худ. Куельо
- Рудолф II
худ.Мартино Рота
- Ернест Австрийски
худ. Мартино Рота
- Елизабет Австрийска
худ.Франсоа Клуе
- Матиас,
худ. Ханс ван Аехен, 1625
- Максимилиан III
- Албрехт VII, ерцхерцог на Австрия худ. Рубенс
- Маргарита